# Rómulo Figueroa Mata
Rómulo Figueroa Mata (Quetzalapa, Guerrero, 6 de julio de 1861 - Ciudad de México, 26 de noviembre de 1945) fue un militar mexicano que participó en la Revolución mexicana.

## Político en el Porfiriato
Nació José Rómulo Figueroa Mata en Quetzalapa, Huitzuco, Guerrero, el 6 de julio de 1861, siendo hijo de Magdaleno Figueroa (1819-1883) y de Cristina Mata (1833-1918). Realizó sus estudios primarios en Huitzuco y luego se dedicó a las labores agrícolas en las propiedades de su familia. En 1889 fue nombrado regidor segundo en dicho municipio. En 1902 fungió como juez menor y en 1909 fue síndico del ayuntamiento. Además de las labores propias de ranchero y de político de la localidad, estableció, junto con su hermano Ambrosio Figueroa Mata, una fábrica de jabón, otra de hielo y un molino de nixtamal.

## Revolución Maderista
En febrero de 1911 los hermanos Figueroa y otras personas de la región se levantaron en armas a favor del Plan de San Luis; formaron la Columna "Morelos", reconocida por Francisco I. Madero, y Ambrosio Figueroa Mata fue designado Jefe del movimiento maderista en el Estado de Guerrero. En agosto de 1911, Rómulo Figueroa fue nombrado Comandante General de los Cuerpos Rurales de Guerrero, con el fin primordial de combatir a las fuerzas zapatistas en el estado de Guerrero y Morelos. El 8 de junio de 1912 entregó el mando de su tropa al coronel federal Reynaldo Díaz.

## Revolución Constitucionalista
En abril de 1913 volvió a levantarse en armas en Huitzuco, adhiriéndose al Plan de Guadalupe. Combatió a las fuerzas federales en los estados de Guerrero, México y Michoacán, donde se unió a las fuerzas del general Gertrudis G. Sánchez. Posteriormente regresó a operar en Guerrero y en febrero de 1914 participó en el ataque y toma de Chilapa, junto con las fuerzas zapatistas, aunque se negó a cooperar con el avance del movimiento.
Al triunfo del constitucionalismo, la Brigada Figueroa fue incorporada a la 2a. División del Noroeste, que comandaba el general Manuel M. Diéguez. En octubre de 1914 estuvo presente en la Convención de la Ciudad de México, previa a la de Aguascalientes.
Cuando se produjo la escisión revolucionaria se mantuvo leal a Venustiano Carranza, por lo que partió con la 2a. División del Noroeste, a la campaña contra Francisco Villa en los estados de Michoacán, Jalisco y la región del Bajío. Entre abril y julio de 1915 participó en las batallas de Trinidad y León, en Guanajuato, así como en la Toma de Aguascalientes.
El 17 de julio del mismo año concurrió a la ocupación de la ciudad de Zacatecas, donde fue nombrado gobernador y comandante militar del estado, cargo que desempeñó del 16 de agosto de 1915 al 27 de abril de 1916. El resto del año lo pasó con las fuerzas del general Francisco Murguía en su campaña contra los villistas en Chihuahua. En enero de 1917 fue derrotado por dichas fuerzas en Santa Rosalía, Chihuahua, a pesar de lo cual alcanzó el grado de general de brigada. En 1918 regresó a operar en su estado natal, contra la rebelión del gobernador Silvestre Mariscal y de los zapatistas que se encontraran por los rumbos.
En 1920 apoyó la candidatura del general Álvaro Obregón, secundando la rebelión de Agua Prieta, por lo que al triunfo de ésta fue designado jefe de operaciones militares en el estado de Guerrero. En diciembre de 1923, ocupando todavía ese cargo, se unió a la rebelión delahuertista. Tras el fracaso del movimiento, en febrero de 1924 se rindió al gobierno federal, siendo remitido a la prisión de Santiago Tlatelolco. En 1925 fue liberado y se retiró a Huitzuco. Murió el 25 de noviembre de 1945 a los 84 años de edad en la Ciudad de México, Distrito Federal, México.

## Vida personal
Se casó en primera nupcias con Elena Alcocer López, por cual procrearon cinco hijos: Hermenegilda Figueroa Alcocer, Efrén Figueroa Alcocer, Jesús Figueroa Alcocer, Rafael Figueroa Alcocer, y Sebastián Figueroa Alcocer. Elena Alcocer murió de parto en 27 de febrero de 1902 y su hijo, Sebastián Figueroa, igualmente murió en el mismo día. El general quedó viudo por 14 años, y se volvió a casar por segunda vez con María de Jesús Arellano Escobedo, originaria de Zacatecas, en 16 de septiembre de 1916 hasta su muerte en 26 de noviembre de 1945. Ese segundo matrimonio, no procrearon hijos. Efrén Figueroa Alcocer murió en Tierra Caliente, Michoacán durante la revolución mexicana en 30 de diciembre de 1914 a los 19 años de edad.